# Charles McKeown
Charles McKeown, né en 1946, est un acteur et scénariste britannique, connu pour ses collaborations avec Terry Gilliam.

## Biographie
Charles McKeown et Terry Gilliam se sont rencontrés pendant le tournage de Monty Python : La Vie de Brian, alors que McKeown faisait de la figuration dans le film.

## Filmographie sélective

### En tant qu'acteur

#### Cinéma
- 1979 : Monty Python : La Vie de Brian de Terry Jones : Le faux prophète/L'homme aveugle/Giggling Guard/Stig
- 1982 : Drôle de missionnaire (The Missionary) de Richard Loncraine
- 1981 : Bandits, bandits de Terry Gilliam : Le manager du théâtre
- 1984 : Porc royal de Malcolm Mowbray
- 1985 : Brazil de Terry Gilliam : Harvey Lime
- 1985 : Drôles d'espions de John Landis : Jerry Hadley
- 1988 : Les Aventures du baron de Münchhausen   de Terry Gilliam : Rupert/Adolphus
- 2009 : L'Imaginarium du docteur Parnassus (The Imaginarium of Doctor Parnassus) de Terry Gilliam (scènes supprimées)

#### Télévision
- Les Aventures du jeune Indiana Jones

### En tant que coscénariste
- 1985 : Brazil de Terry Gilliam
- 1988 : Les Aventures du baron de Munchhausen de Terry Gilliam
- 1989 : Erik, le Viking de Terry Jones
- 1999 : Guns 1748 de Jake Scott
- 2009 : L'Imaginarium du docteur Parnassus (The Imaginarium of Doctor Parnassus) de Terry Gilliam